# 高木美佑
高木 美佑（たかぎ みゆ、1996年9月8日 - ）は、日本の女性声優、DJ。宮城県仙台市生まれ、千葉県出身。81プロデュースに所属。

## 経歴
3歳から中学1年生ぐらいまで、コンクールなども出場していた。
声優になろうと思ったきっかけは昔から『けいおん!』を観てギターを買ったり、『咲-Saki-』を観て麻雀に熱中したりと影響されやすかったという。アニメが好きだったため、「いずれはアニメに関わるような仕事をしてみたいな…」という漠然とした思いはあったという。オタクの友人が「声優ってすごいよね」と言っていたのを聞いていくうちに、漠然と憧れ始めたという。
2012年に開催された、avex×81produce「Wake Up, Girls! AUDITION」第2回アニソン・ヴォーカルオーディションに合格。オーディションでは「Lost my music」を歌った。2014年1月10日に公開された劇場用アニメーション『Wake Up, Girls! 七人のアイドル』および同日に放映開始されたテレビアニメーション『Wake Up, Girls!』にて岡本未夕役としてデビューし、同時に声優ユニット「Wake Up, Girls!」としても2019年まで活動した。
2014年に配信開始したニュースアプリ「ハッカドール」のPVやアプリケーション内に登場するキャラクターのうちの1人、ハッカドール1号にも抜擢され、2015年10月2日に放送開始された『ハッカドールTHEあにめ〜しょん』にも出演。また、高木と同じくWake Up, Girls!のメンバーでもあるハッカドール2号役の奥野香耶およびハッカドール3号役の山下七海とともに3人でハッカドールというユニットとしてステージに立つようにもなっている。
2015年、第9回声優アワード特別賞をWake Up, Girls!として受賞。同年11月2日、長野県飯田市にて毎年開催されている丘のまちフェスティバルの初代PR大使に任命され、イベントのアニメーションCMやキャラクター紹介PVにおいては同イベントのマスコットキャラクターであるナミキちゃんの声も担当している。
2019年9月、自ら演じる『温泉むすめ』の湯村千代が『湯村温泉観光大使』に任命されたのと同時に、『湯村温泉特別観光大使』に任命された。
2020年5月6日、YouTubeチャンネルを開設。

## 人物
特技はクラシックバレエ。幼い頃から週5ぐらいでクラシックバレエに打ち込んでいたという。趣味はゲームと音楽鑑賞。中でも太鼓の達人は大好きで、PS2シリーズ1作目からのファン。「おにコース☆×9までなら、ノルマクリアできる程度のドンだー」である。
オタクで、2015年時点ではコミックマーケットも行っており、中学の頃、『東方星蓮船 〜 Undefined Fantastic Object.』が発売するタイミングで初めて行ったという。
オタク道に熱中したきっかけは友人の影響で小学校の頃の周囲はカラオケに行ってもJPOPを歌ってる感じの子が多かったが、中学に進学してからニコニコ動画を見ているような人物が増えて、それに影響されたという。
中学時代の頃はアニメを週に10本くらい観て、夜は『東方Project』をプレイしてと廃人のような生活をしていたという。ゲームはアクションゲーム、ノベルゲームといった色々なジャンルをプレイしており、『リトルバスターズ!』、『ひぐらしのなく頃に』、『Fate/strange Fake』といったシリーズは好きで、乙女ゲームも少しプレイしていたという。
中学校進学後、バレエを辞めた後、オタク活動にのめりこんでいたところ少し太り、高校に進学後、「運動しないとなー」と思い、高校時代は陸上部に所属していた。
太鼓の達人に自身の関わった曲が収録されることが、声優の仕事を始めてからの夢だったが、2016年1月、太鼓の達人ホワイトver.に、自らが歌唱するナムコオリジナル曲「オール・イン・マイハート」が配信され、出演を果たす。
声優では釘宮理恵、田村ゆかり、アニソンアーティストではKOTOKO、川田まみ、片霧烈火も好きである。
お餅で一番好きなのはきな粉餅であったが、後にずんだ餅が一番好きになった。
Wake Up, Girls!のオーディションの前に友人が「こんなオーディションがあるんだよ」と教えてくれた81プロデュースとavexによる第一回アニソン・ヴォーカルオーディションに応募し最終選考まで残ったが落選している。これがきっかけで第二回のアニソン・ヴォーカルオーディションという位置づけだったWake Up, Girls!のオーディションでは絶対に合格するとの意気込みで参加したという。
D4DJで共演している由良朱合はDJを志したきっかけや師匠に高木を挙げている。また、由良とは共にサウナに出掛けることも多いという。

## 出演
太字はメインキャラクター。

### テレビアニメ
2014年
- Wake Up, Girls!（2014年 - 2017年、岡本未夕） - 2シリーズ
- 異能バトルは日常系のなかで（遊佐野ファンタジア）

2015年
- ハッカドール THE あにめ〜しょん（ハッカドール1号）

2016年
- あんハピ♪（女児）
- ハンドレッド（女生徒）
- タブー・タトゥー（女子生徒、女子生徒C、セイラ）
- 灼熱の卓球娘（吉川よもぎ）

2017年
- 冴えない彼女の育てかた♭（女性スタッフ）
- 異世界食堂（魔術師）
- アニメガタリズ（戸田茉莉）

2019年
- キラッとプリ☆チャン（2019年 - 2020年、きなこ）
- 八月のシンデレラナイン（逢坂ここ、向月高校部員）

2020年
- ブレーカーズ（相手チーム選手）
- D4DJ（2020年 - 2023年、犬寄しのぶ） - 2シリーズ+特別編

2021年
- ぷっちみく♪ D4DJ Petit Mix（犬寄しのぶ、メカ犬寄しのぶ）
- 空色ユーティリティ（2021年 - 2025年、青羽美波） - 2シリーズ

2022年
- ヒーラー・ガール（穂ノ坂しのぶ）
- 神クズ☆アイドル

2023年
- 異世界はスマートフォンとともに。2（ルーシア・レア・レグルス）
- デッドマウント・デスプレイ（阿牙倉夏南、火吹き蟲たち）

2025年
- 青春ブタ野郎はサンタクロースの夢を見ない（岡崎ほたる）

### 劇場アニメ
- Wake Up, Girls!シリーズ（2014年 - 2015年、岡本未夕[28][45]） - 3作品[一覧 4]
- 青春ブタ野郎はおでかけシスターの夢を見ない（2023年、岡崎ほたる）
- i☆Ris the Movie - Full Energy!! -（2024年、黄リス）

### Webアニメ
- うぇいくあっぷがーるZOO!（2014年、ミユ）
- 恋シチュ「今日から君の家庭教師」（2019年）[46]
- ころころコロニャ（2020年、ぷらむちゃん[47]）

### ゲーム
2013年
- Wake Up, Girls! ステージの天使（岡本未夕）

2014年
- ハッカトーク!ふぁーすとしーずん（ハッカドール1号）
- ハッカドッカ〜ン!!（ハッカドール1号）

2015年
- ウチの姫さまがいちばんカワイイ（心菓姫 ミクス・ケイクス）
- サウザンドメモリーズ（ハッカドール1号）
- ソードアート・オンライン -ロスト・ソング-（レイン）
- ミラクルガールズフェスティバル（岡本未夕）
- モン娘☆は〜れむ（2015年 - 2017年、シェパナ、パステル、ハッカドール1号、ハッカドール1号Ver.HH）
- 妖怪百姫たん!（ハッカドール1号）
- 嫁コレ（ハッカドール1号）

2016年
- ぐるモン（ロロ、ロロン）
- ゴシックは魔法乙女〜さっさと契約しなさい!〜（ハッカドール1号）
- 征戦!エクスカリバー（ローレライ）
- ソードアート・オンライン -ホロウ・リアリゼーション-（レイン）
- 輝星のリベリオン（サキムニ）
- 刻のイシュタリア（カーター）
- トリックスター〜召喚士になりたい〜（ハッカドール1号）
- ビーナスイレブンびびっど!（ハッカドール1号）
- ブレイブソード×ブレイズソウル（ガラスの靴、ライブラ）
- ワールドクロスサーガ -時と少女と鏡の扉-（チュウタ、フィアナ）

2017年
- アクセル・ワールド VS ソードアート・オンライン 千年の黄昏（レイン）
- 白猫プロジェクト（ミンミン）
- 政剣マニフェスティア（ユノ・オザキ、四三式 ゾーイ・ヤマオ）
- SOUL REVERSE ZERO（タリエシン）
- 八月のシンデレラナイン（逢坂ここ）
- ららマジ（卯月幸）
- ワールドクロスサーガ -時と少女と鏡の扉-（ウル）
- クイズRPG 魔法使いと黒猫のウィズ（ラリィ&ダリィ）
- ゴシックは魔法乙女〜さっさと契約しなさい!〜（エリオ）
- 武器よさらば（アル）
- V!勇者のくせになまいきだR（僧侶）
- グランブルーファンタジー（2017年 - 2024年、ミリン）

2018年
- ソードアート・オンライン フェイタル・バレット（レイン）
- Wake Up, Girls! 新星の天使（岡本未夕）
- Shadowverse（2018年 - 2020年、安息の従者、サムライドリーマー・ミリン、石英の魔女、トイリペアラー）

2019年
- トリカゴ スクラップマーチ（みゅー）
- MISTOVER（パラディン）
- ワールドフリッパー（シャロン、レベッカ）

2020年
- D4DJ Groovy Mix（2020年 - 2024年、犬寄しのぶ）
- ソードアート・オンライン アリシゼーション・ブレイディング / アンリーシュ・ブレイディング（レイン）

2021年
- 東方ダンマクカグラ（多々良小傘）

2022年
- CARAVAN STORIES（フタバ）
- ウィクロス マルチバース（アルフォウ）

2023年
- 共闘ことばRPG コトダマン（ヨキオッカケ、ンヘループ）

2025年
- 無期迷途（インイン））

### ドラマCD
- 小説家 千葉みのりの多忙な一日（2015年、ツンデレロボット〈みかりん〉[98][99]）
- 異世界はスマートフォンとともに。（2019年 - 2022年、ルーシア・レア・レグルス[100]） - 小説第19・26巻ドラマCD付き特装版

### ラジオドラマ
- 琵琶ロック（2022年、リナ[101]）

### デジタルコミック
- メロと恋の魔法（2019年、夏川きいな[102][103]）
- いじめ 〜いびつな心〜（2019年、子猫[104][105]）
- 大人はわかってくれない。（2020年、女子生徒[106]）

### オーディオブック
- 小説版 Wake Up, Girls! それぞれの姿（2015年、岡本未夕[107]）
- 芸人ディスティネーション 1〜2（2019年 - 2020年、屋久唐伊織[108][109][110]）
- 異世界修学旅行（2020年、プリシラ[111]＋川中島真弓[112]）
- 蒼のファンファーレ（2020年[113][114]）
- 《このラブコメがすごい！！》堂々の三位!（2021年、姫宮麻里[115]）
- これは学園ラブコメです。（2021年、果志奈モモ[116][117]）
- GJ部中等部（2022年、四ノ宮霞[118]）
- 異世界に召喚されなかったから、現実世界にダンジョンを作ってやりたい放題（2023年、シャルハラート ほか[119]）
- 天網炎上カグツチ（2023年、八雲華蓮[120]）

### 吹き替え

#### 映画
- ファイナル・ガールズ 惨劇のシナリオ（2015年、ティナ〈アンジェラ・トリンバー〉）
- ミュータント・ワールド（2015年、ニコル〈アンバー・マーシャル〉）

#### テレビアニメ
- アバローのプリンセス エレナ（2019年、フール）

### ラジオ
※はインターネット配信。
- Wake Up, Radio!（2014年 - 2015年、ニコニコ動画 超!アニメディアチャンネル※）不定期パーソナリティ[121]
- DIVE II Station New Generations!（2014年 - 2016年、文化放送）不定期パーソナリティ
- Wake Up, Girls!のオールナイトニッポンモバイル（2014年 - 2016年、Radital※・オールナイトニッポンモバイル※）不定期パーソナリティ[122]
- アイステまちづくり応援団 (2015年、いいだエフエム)[123]
- Wake Up, Girls!のオールナイトスッポン（2016年 - 2017年、Radital※・9129スッポン放送※）不定期パーソナリティ[124]
- Wake Up, Girls!のがんばっぺレディオ!（2016年 - 2018年、音泉※・HiBiKi Radio Station※）不定期パーソナリティ[125]
- Wake Up, Girls!とRun Girls, Run!のオールナイトニッポンi（2017年 - 2018年、オールナイトニッポンi※）不定期パーソナリティ[126]
- おいでよ！LOVE★飯田パラダイス (2017年 - 2018年、いいだエフエム)[127]
- 青山吉能と高木美佑が送る、マイナスイオンたっぷりのヒーリングラジオ。略して、「−マイラジ」（2019年 - 2023年、ニコニコ生放送※）[128]
- D4DJ ピキピキRADIO（2020年、Hibiki Radio Station※）[129]
- 青山吉能と高木美佑の、締め切りは月曜15時です!!（2023年 - 、ニコニコチャンネルプラス※）
- Peaky P-keyのだいたい10分ラジオ（2024年 - 、YouTube※）[130]

### テレビ番組
※はインターネット配信。
- 山本寛アワー ワグっていいとも!（2013年 - 2014年、ニコニコ生放送※）不定期出演
- チャンネルはオープンソースでっ!（2014年、ニコニコ生放送※）第39回ゲスト
- 電波諜報局（2014年 - 2015年、ニコニコ生放送※）ゲスト
- Wake Up, Radio!（生）（2014年 - 2015年、ニコニコ生放送※）不定期出演
- ヒットアニソンスタジオ（2014年、ニコニコ生放送※）ゲスト
- 君にシンクロするニュースアプリハッカドール スペシャルシンクロイベント（2014年、ニコニコ生放送※）TGS2014DeNAステージ
- ハッカちゃんねる（冬コミすぺしゃる : 2014年 - 2015年、ニコニコ生放送※）
- ロード・トゥ・ドラゴン 初!オフラインイベント（2015年、ニコニコ生放送※）
- わぐばん!（2015年、テレビ東京）
- ライブダムカンパニー（2015年、ニコニコ動画※・YouTube※）第7回ゲスト
- アニゲー☆イレブン!（2015年、BS11）ゲスト[131]
- リニア未来都市飯田トキメキ旅（2016年、 中華民国台湾民視FTV・飯田ケーブルテレビ・チャンネル700）ゲスト[132][133]
- アニソンCLUB!-i（2016年、TOKYO MX・BSフジ）ゲスト
- 英美里・美佑といっしょに『グラブル』！（2016年 - 2024年、ニコニコ生放送※、YouTube※）[134]
- のびしろにょきにょき（2016年 - 2020年、ニコニコ生放送※）[135]
- 「アイドル盟主 in LOK」生放送（2016年 - 、ニコニコ生放送※）[136]
- 明坂聡美ノ共和国×電波局（2016年、ニコニコ生放送※）ゲスト[137]
- 高木美佑のお夜食マリアージュ（2020年、ニコニコ生放送※）[138]
- のびざかりにょきにょき（2020年 - 2021年、ニコニコ生放送※）[139][140]
- 空色YouTV（2024年 -、YouTube※）[141]

### 舞台
- SOLID STARプロデュースVol.5 「負けんな漫研！」（2015年10月30日、新宿村LIVE）[142]
- 舞台 Wake Up, Girls! 青葉の記録（2017年1月19日 - 22日、AiiA Theater Tokyo） - 岡本未夕 役[143]
- 舞台 Wake Up, Girls! 青葉の軌跡（2018年6月6日 - 10日、草月ホール） - 岡本未夕 役[144]
- シューティング歌劇「ゴシックは魔法乙女」（2020年2月12日 - 17日、新宿村LIVE）- エリオ 役[145]

### 朗読劇
- Wake Up, Girls！トレーディングコレクションスペシャルイベント (2016年12月4日、AKIBAカルチャーズ劇場)[146]
- ニッポン朗読アカデミー・課外授業「シンデレラ裁判 〜愛は赤い毒〜」（2017年5月19日・26日、文化放送メディアプラスホール）[147]
- ニッポン朗読アカデミープレビュー公演 朗読劇「謎解きはディナーのあとで」（2017年12月3日、ニッポン放送 イマジンスタジオ）[148]
- ニッポン朗読アカデミー 朗読劇「謎解きはディナーのあとで 〜二股にはお気をつけください〜」（2018年4月25日、博品館劇場）[149]
- ニッポン朗読アカデミー 朗読劇「謎解きはディナーのあとで 〜犯人に毒を与えないでください〜」（2018年5月2日、博品館劇場）[149]
- 朗読劇「スマホを落としただけなのに」（2019年2月3日、博品館劇場）[150]
- 81プロデュース&イープラスカフェプレゼンツ 「THE ROUDOKU」（「同窓会」: 2019年7月24日、eplus LIVING ROOM CAFE&DINING） [151]
- 朗読劇「スマホを落としただけなのに　囚われの殺人鬼」（2020年1月15日・17日、博品館劇場[152]）

### 雑誌
- 声優パラダイスR（ソログラビア：2014年12月号、2014年11月10日発売）
- ファミ通（コラム『高木美佑のグラブル道!』連載：2018年6月14日号から月に一度掲載[153]）

### CM
- メガミマガジン・アニメディア TVCM（ナレーション：2014年1〜3月）
- アニメディアショップ TVCM（岡本未夕役：2014年1〜3月）
- コミック『味噌汁でカンパイ！』 ラジオCM[154]（八重役：2016年）
- 東北イオン TVCM「WUG 日曜はポイント5倍篇」「WUG 明日はイオンの日曜朝市篇」（2016年9月 - ）[3]
- コミック『スローモーションをもう一度』 ラジオCM[155]（ナレーション：2017年）
- はちみつロケット「ROCKET FUTURE」レコチョクCM[156]（ナレーション：2019年）

### 映像商品
- あすかりんのこぜにかせぎ Vol.4（2017年5月24日発売）[157]

### パチンコ・パチスロ
- パチスロ 〜ガールズケイリン〜 GIフェアリーグランプリ（2020年、細川雪[158]）
- パチスロ Wake Up, Girls！Seven Memories（2021年、岡本未夕、高木美佑[159]）
- L D4DJ Pachi-Slot Mix（2024年、犬寄しのぶ[160]）

### その他コンテンツ
- 飯田丘のまちフェスティバルPR大使
- 飯田丘のまちフェスティバルマスコットキャラクター（ナミキちゃん）
- ニュースアプリ『君にシンクロするニュースアプリ ハッカドール』（2014年、ハッカドール1号）
- 太鼓の達人 ホワイトver.「オール・イン・マイハート」（歌唱）
- メディアミックスプロジェクト『温泉むすめ』（2018年、湯村千代）
- アサヒ飲料 十六茶 十六CH（2020年、はつが、もろこしもろ子[161]）
- CeVIO AI 夏色花梨
- Synthesizer V 夏色花梨

## ディスコグラフィ

### キャラクターソング
| 発売日   | 商品名                                                                                                 | 歌 | 楽曲 | 備考                                                                |
| 2014年   | 2014年                                                                                                 | 2014年 | 2014年 | 2014年                                                              |
| -------- | --- | --- | --- | ------------------------------------------------------------------- |
| 2月26日  | 言の葉 青葉                                                                                            | 岡本未夕（高木美佑） | 「太陽曰く燃えよカオス 岡本未夕 ver.」 | テレビアニメ『Wake Up, Girls!』挿入歌                               |
| 9月3日   | Wake Up, Girls!Character song series 岡本未夕                                                          | 岡本未夕（高木美佑） | 「WOO YEAH!」 「ワグ・ズーズー miyu ver.」 | テレビアニメ『Wake Up, Girls!』関連曲                               |
| 2015年   | | | |                                                                     |
| 11月25日 | Touch Tap Baby                                                                                         | ハッカドール | 「Touch Tap Baby」 「first heart beat」 | テレビアニメ『ハッカドール THE あにめ〜しょん』オープニングテーマ   |
| 11月25日 | Happy Days Refrain                                                                                     | ハッカドール | 「Happy Days Refrain」 「キャベツ検定」 | テレビアニメ『ハッカドール THE あにめ〜しょん』エンディングテーマ   |
| 2016年   | | | |                                                                     |
| 1月27日  | ハッカドール ハッカソング1号                                                                           | ハッカドール1号（高木美佑） | 「Progress Push Doll」 | テレビアニメ『ハッカドール THE あにめ〜しょん』関連曲               |
| 3月25日  | Wake Up, Best!2                                                                                        | 木高ゆみ（高木美佑） | 「Regain Brave」 | アニメ映画『Wake Up, Girls! 青春の影』挿入歌                        |
| 9月28日  | Wake Up, Girls!Character song series2 岡本未夕                                                         | 岡本未夕（高木美佑） | 「It's amazing show time☆」 「HIGAWARI PRINCESS」 | テレビアニメ『Wake Up, Girls!』関連曲                               |
| 2017年   | | | |                                                                     |
| 12月20日 | Wake Up, Girls!Character song series3 岡本未夕                                                         | 岡本未夕（高木美佑） | 「シャリラ！」 「Non stop diamond hope〜Miyu ver.〜」 | テレビアニメ『Wake Up, Girls! 新章』関連曲                          |
| 2018年   | | | |                                                                     |
| 8月10日  | でこピタ☆Fight!!                                                                                       | LOVE☆MAXフレンズ | 「でこピタ☆Fight!!」 | ゲーム『ゴシックは魔法乙女 学園編』関連曲                           |
| 2020年   | | | |                                                                     |
| 1月29日  | Dig Delight! Aver.                                                                                     | Peaky P-key | 「電乱★カウントダウン」 | 『D4DJ』関連曲                                                      |
| 4月5日   | 刹那、轟く歓声 後攻                                                                                    | KOKORi | 「野球な乙女のポリシー」 | ゲーム『八月のシンデレラナイン』関連曲                              |
| 4月22日  | Direct Drive!                                                                                          | Peaky P-key | 「Let's do the 'Big-Bang!'」 | 『D4DJ』関連曲                                                      |
| 6月24日  | Cosmic CoaSTAR                                                                                         | Peaky P-key | 「Gonna be right」 | 『D4DJ』関連曲                                                      |
| 10月28日 | ゴシックは魔法乙女 キャラクターソングCD エリオ「翼」                                                   | エリオ（高木美佑） | 「翼」 | ゲーム『ゴシックは魔法乙女〜さっさと契約しなさい!〜』関連曲         |
| 2021年   | | | |                                                                     |
| 1月6日   | 最頂点Peaky&Peaky!!                                                                                    | Peaky P-key | 「最頂点Peaky&Peaky!!」 「Wish You Luck」 | 『D4DJ』関連曲                                                      |
| 1月20日  | D4DJ Groovy Mix カバートラックス vol.1                                                                 | Peaky P-key | 「マジLOVE1000%」 「JUST COMMUNICATION」 | ゲーム『D4DJ Groovy Mix』関連曲                                     |
| 2月24日  | ぐるぐるDJ TURN!!                                                                                      | D4DJ ALL STARS | 「LOVE!HUG!GROOVY!!」 | ゲーム『D4DJ Groovy Mix』主題歌                                     |
| 2月24日  | 「ぐるぐるDJ TURN!!」&「WOW WAR TONIGHT〜時には起こせよムーヴメント〜」同時購入特典CD Peaky P-key Ver. | Peaky P-key | 「ABSOLUTE」 | テレビアニメ『D4DJ First Mix』挿入歌                                |
| 4月14日  | 無敵☆moment                                                                                            | Peaky P-key | 「無敵☆moment」 「Ultimate Vista」 | 『D4DJ』関連曲                                                      |
| 4月25日  | 灼けつくエール 先攻                                                                                    | KOKORi | 「陽が沈んだ後のワタシー」 | ゲーム『八月のシンデレラナイン』関連曲                              |
| 7月21日  | D4DJ Groovy Mix カバートラックス vol.2                                                                 | Peaky P-key | 「逆光のフリューゲル」 「CYBER CYBER」 | ゲーム『D4DJ Groovy Mix』関連曲                                     |
| 8月28日  | なんてカラフルな世界！[D4DJ Remix]                                                                     | D4DJ ALL STARS | 「なんてカラフルな世界！[D4DJ Remix]」 | ゲーム『D4DJ Groovy Mix』関連曲                                     |
| 9月29日  | Let us sing "Peaky!!"                                                                                  | Peaky P-key | 「Let us sing "Peaky!!"」 「Stormy link」 | 『D4DJ』関連曲                                                      |
| 11月24日 | D4DJ 6ユニット3rd Single連動購入特典CD                                                                 | D4DJ ALL STARS | 「ぷっちみくパーチナィ！」 | 『D4DJ』関連曲                                                      |
| 11月24日 | D4DJ 6ユニット3rd Single連動購入特典CD A ver.                                                          | Peaky P-key | 「ぷっちみくパーチナィ！」 | 『D4DJ』関連曲                                                      |
| 12月16日 | Let's do the 'Big-Bang!' (feat. RINKU)                                                                 | Peaky P-key feat. RINKU（西尾夕香） | 「Let's do the 'Big-Bang!'」 | テレビアニメ『D4DJ First Mix』挿入歌                                |
| 2022年   | | | |                                                                     |
| 1月1日   | 群青 Love theory                                                                                       | HAM | 「群青 Love theory」 | アニメ『空色ユーティリティ』エンディング主題歌                      |
| 1月1日   | 群青 Love theory                                                                                       | 美波（高木美佑） | 「群青 Love theory」 | アニメ『空色ユーティリティ』関連曲                                  |
| 1月26日  | D4DJ Groovy Mix カバートラックス vol.3                                                                 | Peaky P-key | 「紅」 「夢見る少女じゃいられない」 | ゲーム『D4DJ Groovy Mix』関連曲                                     |
| 1月26日  | D4DJ Groovy Mix カバートラックス vol.3                                                                 | Happy Around! feat. 犬寄しのぶ（高木美佑） | 「ウルトラリラックス」 | ゲーム『D4DJ Groovy Mix』関連曲                                     |
| 4月27日  | D4DJ Groovy Mix カバートラックス vol.4                                                                 | Peaky P-key | 「アゲハ蝶」 「仮面ライダーBLACK」 | ゲーム『D4DJ Groovy Mix』関連曲                                     |
| 7月20日  | D4DJ Groovy Mix カバートラックス vol.5                                                                 | Peaky P-key | 「アンチクロックワイズ」 「Over Soul」 | ゲーム『D4DJ Groovy Mix』関連曲                                     |
| 9月7日   | Master Peace A ver.                                                                                    | Peaky P-key | 「強想シュプリーム」 「響奏メリーゴーランド」 「Keep it up」 「Deja Boon」 「Ultimate Vista (Master Peace Remix)」                                            | 『D4DJ』関連曲                                                      |
| 9月7日   | Master Peace B ver.                                                                                    | Peaky P-key | 「Stormy link (Master Peace Remix)」 | 『D4DJ』関連曲                                                      |
| 9月7日   | 「Master Peace」2形態同時購入特典 DJクノイチ Special CD                                                | Peaky P-key | 「Electric Spark」 「The Culmination」 | 『D4DJ』関連曲                                                      |
| 10月26日 | D4DJ Groovy Mix カバートラックス vol.6                                                                 | Peaky P-key | 「Pretender」 「ご唱和ください我の名を！」 | ゲーム『D4DJ Groovy Mix』関連曲                                     |
| 12月21日 | DO-OR-DIE                                                                                              | Peaky P-key | 「One's Believing」 「Let’s do it!」 「ABSOLUTE（EG Remix）」 「Wish You Luck（KAN TAKAHIKO Remix）」 「Let’s do the ‘Big-Bang!’（Motsu Cyber Choir Remix）」 | 『D4DJ』関連曲                                                      |
| 2023年   | | | |                                                                     |
| 1月25日  | D4DJ Groovy Mix カバートラックス vol.7                                                                 | Peaky P-key | 「UNION」 「少年ハート」 | ゲーム『D4DJ Groovy Mix』関連曲                                     |
| 2月15日  | Maihime                                                                                                | Peaky P-key | 「OVERWHELM!」 | テレビアニメ『D4DJ All Mix』挿入歌                                  |
| 4月19日  | 響乱☆カウントダウン                                                                                    | Peaky P-key | 「響乱☆カウントダウン」 「Ideal Factor」 | 『D4DJ』関連曲                                                      |
| 5月3日   | イセカイジュエリー（ルーシアver.）                                                                     | ルーシア（高木美佑） | 「イセカイジュエリー」 | テレビアニメ『異世界はスマートフォンとともに。2』エンディングテーマ |
| 6月19日  | リアルダイヤモンド/イセカイジュエリー                                                                  | ユミナ（高野麻里佳）、エルゼ（内田真礼）、リンゼ（福緒唯）、八重（赤崎千夏）、スゥシィ（山下七海）、リーン（上坂すみれ）、ルーシア（高木美佑）、ヒルデガルド（芹澤優）、桜（久保田未夢） | 「イセカイジュエリー」 | テレビアニメ『異世界はスマートフォンとともに。2』エンディングテーマ |
| 7月12日  | D4DJ Groovy Mix カバートラックス vol.8                                                                 | Peaky P-key | 「BLACK SHOUT」 「Storyteller」 | ゲーム『D4DJ Groovy Mix』関連曲                                     |
| 11月29日 | 「青春ブタ野郎はおでかけシスターの夢を見ない」Blu-ray＆DVD 特典Original Soundtrack                     | スイートバレット | 「ミューズになっちゃう」 「オトメノート」 | 劇場アニメ『青春ブタ野郎はおでかけシスターの夢を見ない』劇中歌      |
| 11月29日 | 真夏のInstant                                                                                          | Peaky P-key | 「真夏のInstant」 「Never lose」 | ゲーム『D4DJ Groovy Mix』関連曲                                     |
| 12月20日 | D4DJ EXCLUSIVE TRACKS                                                                                  | Happy Around!×Peaky P-key | 「Peaky Around!!」 | テレビアニメ『D4DJ All Mix』挿入歌                                  |
| 12月20日 | D4DJ EXCLUSIVE TRACKS                                                                                  | D4DJ ALL STARS | 「LOVE!HUG!GROOVY!! +nova」 | ゲーム『D4DJ Groovy Mix』関連曲                                     |
| 12月20日 | D4DJ EXCLUSIVE TRACKS                                                                                  | Peaky P-key | 「電乱★カウントダウン（DJ Genki Remix）」 | ゲーム『D4DJ Groovy Mix』関連曲                                     |
| 2024年   | | | |                                                                     |
| 4月24日  | D4DJ Groovy Mix カバートラックス vol.9                                                                 | Peaky P-key | 「Give a reason」 「NO MORE CRY」 | ゲーム『D4DJ Groovy Mix』関連曲                                     |
| 5月22日  | D4DJ XROSS∞BEAT                                                                                        | Peaky P-key×Photon Maiden | 「Eight Tones」 | ゲーム『D4DJ Groovy Mix』関連曲                                     |
| 5月22日  | D4DJ XROSS∞BEAT                                                                                        | Peaky P-key×Abyssmare | 「NUMBER 1 and ONLY!!!!」 | ゲーム『D4DJ Groovy Mix』関連曲                                     |
| 8月14日  | Triumphal                                                                                              | Peaky P-key | 「PEAKY FORCE」 「hanamuke」 「Let's do the 'Big-Bang!' EG NURemix」                                                                                          | 『D4DJ』関連曲                                                      |
| 8月14日  | Triumphal                                                                                              | 犬寄しのぶ（高木美佑） | 「四季ノ唄」 | ゲーム『D4DJ Groovy Mix』関連曲                                     |
| 2025年   | | | |                                                                     |
| 2月19日  | 「空色ユーティリティ」キャラクターソング・ミニアルバム                                                 | HAM | 「First Step」 「Diary」 「ゲットまぢっく☆HAM式」 | アニメ『空色ユーティリティ』関連曲                                  |
| 2月19日  | 「空色ユーティリティ」キャラクターソング・ミニアルバム                                                 | 美波（高木美佑） | 「My treasure!」 | アニメ『空色ユーティリティ』関連曲                                  |
| 3月5日   | SUPERSTAR                                                                                              | Happy Around!・Peaky P-key・Photon Maiden・Merm4id・燐舞曲・Lyrical Lily・UniChØrd | 「SUPERSTAR」 | ゲーム『D4DJ Groovy Mix』関連曲                                     |
| 3月5日   | 恋心                                                                                                   | Peaky P-key | 「恋心」 | ゲーム『D4DJ Groovy Mix』関連曲                                     |
| 9月17日  | 「青春ブタ野郎はサンタクロースの夢を見ない」 Blu-ray＆DVD第1巻 特典                                    | スイートバレット | 「超音波のメロディ」 | テレビアニメ『青春ブタ野郎はサンタクロースの夢を見ない』劇中歌      |

### その他参加楽曲
| 発売日         | 商品名                                                    | 歌                                            | 楽曲                         | 備考 |
| -------------- | --------------------------------------------------------- | --------------------------------------------- | ---------------------------- | --- |
| 2017年3月18日  | ソロでイベント、やらせてください！2017 パンフレット特典CD | 高木美佑                                      | 「HELP ME！みゅーちゃん！」  | |
| 2018年3月3日   | Wake Up, Girls! Soloevent 2018 パンフレット特典CD         | 高木美佑                                      | 「now is the time」          | |
| 2018年7月11日  | 太鼓の達人 オリジナルサウンドトラック ラムネ              | ソメイヨシノ feat. 高木美佑 (Wake Up, Girls!) | 「オール・イン・マイハート」 | アーケードゲーム『太鼓の達人』、および、PlayStation 4用ゲーム『太鼓の達人 セッションでドドンがドン！』DLC「ドンだーパックVol.6」収録曲 |
| 2019年12月14日 | 空色Message                                               | 青山吉能、高木美佑                            | 「空色Message」              | ラジオ『青山吉能と高木美佑が送る、マイナスイオンたっぷりのヒーリングラジオ。略して、「−マイラジ」』テーマソング                        |